# Scooby-Doo! és a WWE: Rejtély az autóversenyen
A Scooby-Doo! és a WWE: Rejtély az autóversenyen (Scooby-Doo! And WWE: Curse of the Speed Demon) egy 2016-ban bemutatott amerikai animációs film, amely a Warner Bros. Animation és a WWE Studios közös alkotása. A filmben felkérik a Rejtély Rt.-t, hogy járjon utána az autóversenyt hátráltató démon mítoszának, és tudják meg, hogy mi vagy ki áll a háttérben, és zárják le az ügyet.

## Cselekmény
Scooby-Doo és a csapat többi tagja egy autóversenyen van. Scooby és Bozont egy büfé kocsiban ételt árul a látogatóknak, aminek ők nagyon örülnek, mert így annyit ehetnek, amennyi beléjük fér és a versenyt is testközelből élvezhetik. Vilma és a többiek a lelátón drukkolnak, de a versenyt egy furcsa esemény zavarja meg, mert felbukkan egy démon, és nem hagyja, hogy a dolgok a normális mederben csordogáljanak. Mindenkit le akar söpörni a pályáról, megalkuvást nem tűrően nyilvánítja ki a véleményét. Az egyik csapatból nem is tudja tovább folytatni a versenyt valaki, ezért Scooby és Bozont pótolja őt. Eközben Vilmáék nyomoznak, hogy megtudják, ki lehet ez az idegesítő démon.

## Szereplők
| Szereplő                                                                                               | Eredeti hang        | Magyar hang        |
| --- | ------------------- | ------------------ |
| Scooby-Doo                                                                                             | Frank Welker        | Vass Gábor         |
| Fred                                                                                                   | Frank Welker        | Markovics Tamás    |
| Bozont                                                                                                 | Matthew Lillard     | Fekete Zoltán      |
| Diána                                                                                                  | Grey DeLisle        | Hámori Eszter      |
| Vilma                                                                                                  | Kate Micucci        | Madarász Éva       |
| Undertaker                                                                                             | The Undertaker      | Schneider Zoltán   |
| Stephanie McMahon                                                                                      | Stephanie McMahon   | Bozó Andrea        |
| Goldust                                                                                                | Dustin Runnels      | Pál Tamás          |
| Sheamus                                                                                                | Sheamus             | Tokaji Csaba       |
| Stardust                                                                                               | Cody Rhodes         | Renácz Zoltán      |
| Dusty Rhodes                                                                                           | Dusty Rhodes        | Csuha Lajos        |
| Miz | The Miz             | Szatmári Attila    |
| Paige                                                                                                  | Saraya-Jade Bevis   | Tarr Judit         |
| Diego                                                                                                  | Edward Colón        | Gacsal Ádám        |
| El Torito                                                                                              | Mascarita Dorada    | Hamvas Dániel      |
| Fernando                                                                                               | Orlando Colón       | Czető Roland       |
| Lana                                                                                                   | C.J. Perry          | Csondor Kata       |
| Ruszev                                                                                                 | Miroslav Barnyashev | Törköly Levente    |
| Michael Cole                                                                                           | Michael Cole        | Kassai Károly      |
| Kofi Kingston                                                                                          | Kofi Kingston       | Nagy Dániel Viktor |
| Mr. McMahon                                                                                            | Vince McMahon       | Rosta Sándor       |
| Big Earl                                                                                               | Eric Bauza          | Haagen Imre        |
| Inferno                                                                                                | Steve Blum          | Zöld Csaba         |
| Walter Qualls                                                                                          | Phil Morris         | Debreczeny Csaba   |
| További magyar hangok                                                                                  |                     |                    |
| Bor László, Fehér Péter, Gyurin Zsolt, Lamboni Anna, Lipcsey Colini Borbála, Martin Adél, Mohácsi Nóra |                     |                    |